# Wahlen 1912
◄◄ | ◄ | 1908 | 1909 | 1910 | 1911 | Wahlen 1912 | 1913 | 1914 | 1915 | 1916 | ► | ►►

Weitere Ereignisse
Folgende Wahlen fanden 1912 statt:
- am 12. Januar die Reichstagswahl 1912
- im April die Wahl zum Abgeordnetenhaus im Osmanischen Reich 1912
- am 4. Juni die Wahl zur Philippinischen Versammlung auf den Philippinen
- im Mai/Juni die Wahl zum Coburger Landtags, siehe Liste der Mitglieder des Coburger Landtags (23. Wahlperiode)
- vom 20. Oktober bis 11. November die Parlamentswahl in Norwegen 1912
- am 5. November die Präsidentschaftswahl in den Vereinigten Staaten 1912
- Wahl zur Kammer der Abgeordneten im Königreich Bayern, 21. Wahlperiode